# 도나토 가마 다 실바
도나토 가마 다 실바(스페인어: Donato Gama da Silva, 1962년 12월 30일, 히우 지 자네이루 ~)는 줄여서 도나토(스페인어: Donato)로도 알려진 축구 감독이자 1980년대에서 2000년대 초까지 전 축구 선수이다.
그는 현역 시절 대부분을 스페인에서 보냈는데, 15년에 걸쳐 500번 이상의 경기에 출전했는데, 특히 데포르티보의 중흥기에 초 데포르의 일원으로 2000년 라 리가 우승을 비롯해 수 차례 우승을 거두었다. 중앙 미드필더로 현역 활약을 시작했던 그는 거의 41세가 되어서 중앙 수비수로서 현역에서 은퇴했다. 그는 강인하고 기술적인 선수로, 공격진을 무마하고 아군의 기회를 창출할 수 있는 선수였다.
도나토는 브라질 태생이지만 스페인 국가대표팀 일원으로 유로 1996에 참가했다.

## 클럽 경력
히우 지 자네이루 출신인 도나토는 20년의 현역 생활을 고향의 아메리카 히우에서 시작했다가, 1984년에 바스쿠 다 가마로 둥지를 옮겨 4년 동안 활약하다가 스페인으로 건너가 아틀레티코 마드리드에 입단했는데, 그는 논란의 헤수스 힐 회장이 영입한 원년의 선수이기도 했다. 매트리스 제작자들 일원으로 2년 연속 코파 델 레이 우승을 거두었다.
도나토는 1993년에 데포르티보로 이적했다: 그는 베베투, 마우루 시우바, 미로슬라브 주키치, 프란과 함께 갈리시아 연고 구단이 라 리가와 유럽대항전의 강호로 발돋움하는 주역이었고, 그는 처음 2년 동안 18번의 리그 득점을 올렸는데, 주로 전매특허 프리킥으로 골망을 흔들었다. 그는 계속해서 갈리시아 연고 구단의 붙박이 주전으로 활약을 계속했고, 구단의 두 차례 코파 델 레이 우승과 역사적인 1999-2000 시즌 리그 우승을 경험했다. (1999-2000 시즌에 29경기 출전 3골 기록)
2002년, 도나토는 종전 43년 동안 이어져 오던 스페인 역대 최고령 득점 기록을 경신했다. 그는 스페인 국외 출신 선수들 중 최다 출전 기록도 세웠는데, 15시즌에 걸쳐 466번의 경기에 출전했다.
2008년, 도나토는 그리스에서 아리스의 수석 코치로 취임해 감독 경력을 시작했다. 2008년, 그는 라 코루냐 지역의 하위 리그 구단 몬타녜로스의 감독으로 취임했다.
2015년 11월 5일, 도나토는 갈리시아 지역 리그의 비베이로의 감독으로 취임했다.

## 국가대표팀 경력
1990년 스페인으로 귀화 후, 도나토는 스페인 국가대표팀에 차출되어, 2년 동안 12번의 경기에 출전했다. 그의 첫 국가대표팀 경기는 1994년 11월 16일, 덴마크와의 유로 1996 예선전 경기로, 스페인은 산체스 피스후안 경기장에서 3-0으로 이겼다.
결국 도나토는 잉글랜드에서 열린 대회 본선에도 차출되어 엘런드 로드에서 벌어진 불가리아와의 조별 리그 1차전 경기에서 교체로 출전했고, 결과는 무승부였다.

### 국가대표팀 득점 기록
아래의 점수에서 왼쪽의 점수가 스페인의 점수이다. 점수 열은 도나토의 득점 당시의 경기상황을 나타낸다.
| # | 날짜             | 경기장                           | 상대     | 점수 | 최종결과 | 대회             |
| - | ---------------- | -------------------------------- | -------- | ---- | -------- | ---------------- |
| 1 | 1994년 11월 16일 | 스페인 세비야 산체스 피스후안    | 덴마크   | 2–0  | 3–0      | 유로 1996 예선전 |
| 2 | 1994년 12월 17일 | 벨기에 브뤼셀 콩스탕 반덴 스토크 | 벨기에   | 2–1  | 4–1      | 유로 1996 예선전 |
| 3 | 1995년 1월 18일  | 스페인 라 코루냐 리아소르        | 우루과이 | 2–2  | 2–2      | 친선경기         |

## 수상
아틀레티코 마드리드
- 코파 델 레이: 1990–91, 1991–92

데포르티보
- 라 리가: 1999–2000
- 코파 델 레이: 1994–95,[17] 2001–02
- 수페르코파 데 에스파냐: 1995, 2000, 2002

## 같이 보기
- 아틀레티코 마드리드의 선수 목록 (100경기 이상 출전)
- 라리가의 선수 목록 (400경기 이상 출전)
- 해외 출신 스페인 축구 국가대표팀 선수 목록